# Mattioliho herbář

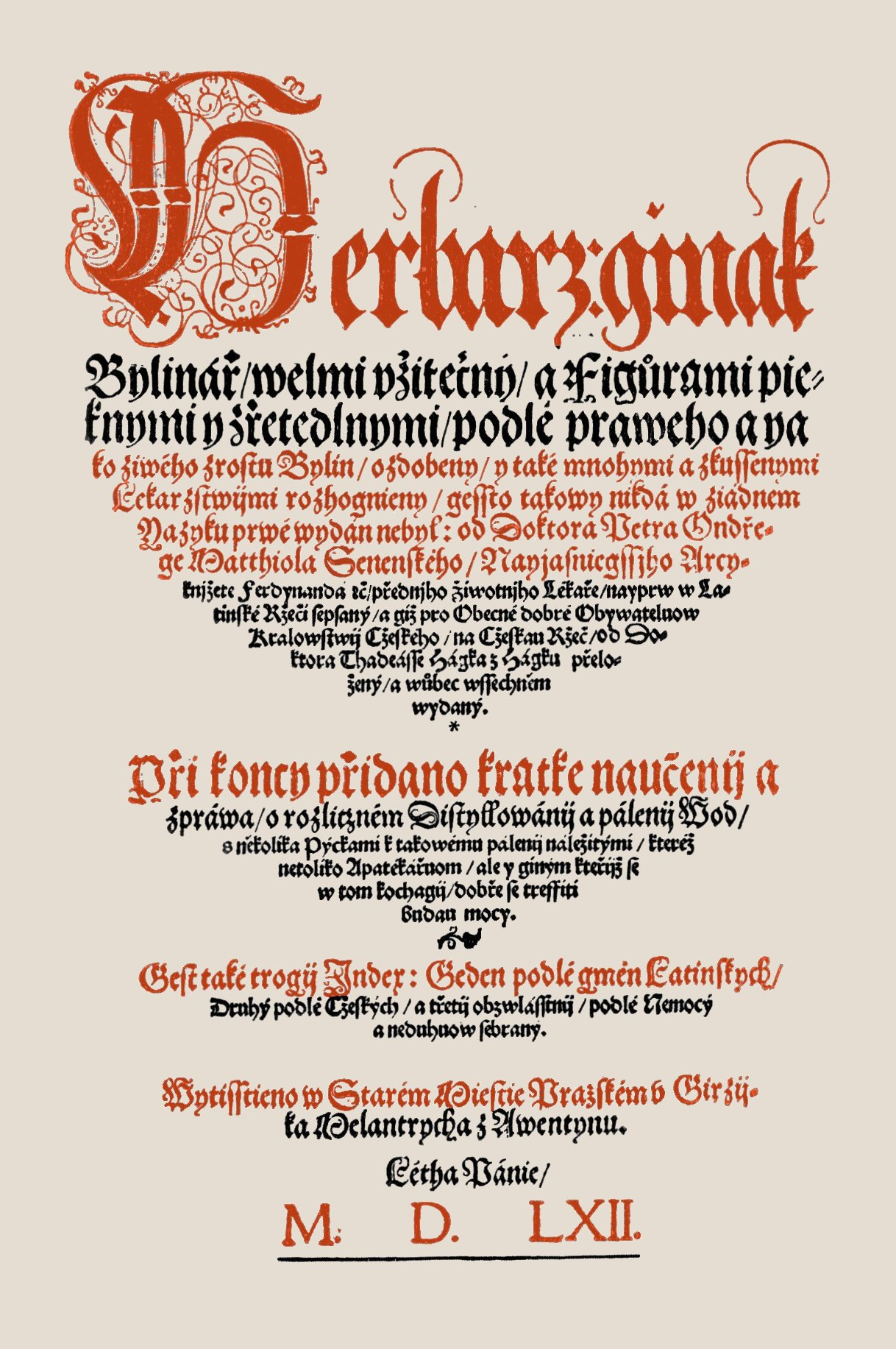
Mattioliho Herbář neboli bylinář – titulní strana české verze z roku 1562

Mattioliho herbář (V češtině též Herbář neboli bylinář, latinsky původně Commentarrii in sex libros Pedacii Dioscoridis) je jednou z nejvýznamnějších botanických knih 16. století. Jeho autorem byl italský lékař a botanik Pietro Andrea Mattioli, který jej původně napsal jako komentář spisu De materia medica od významného antického lékaře a učence Pedania Dioskúrida z Anazarby. Mattioli knihu neustále rozšiřoval a aktualizoval, takže se od sebe jednotlivá autorizovaná vydání liší rozsahem a podobou.

## Vznik
Mattioli byl vystudovaný lékař. Zájem o botaniku u něj pramenil ze zájmu o lékařské využití rostlin, kterým se zabývá také antický text De materia medica napsaný učencem a lékařem prvního století Pedaciem Dioskúridem z Anazarby. Tento text Mattioli ve čtyřicátých letech 16. století překládal z latiny do italštiny. První verze textu herbáře vyšla italsky v roce 1544 jako komentář italského překladu De materia medica pod názvem Commentarrii in sex libros Pedacii Dioscoridis.

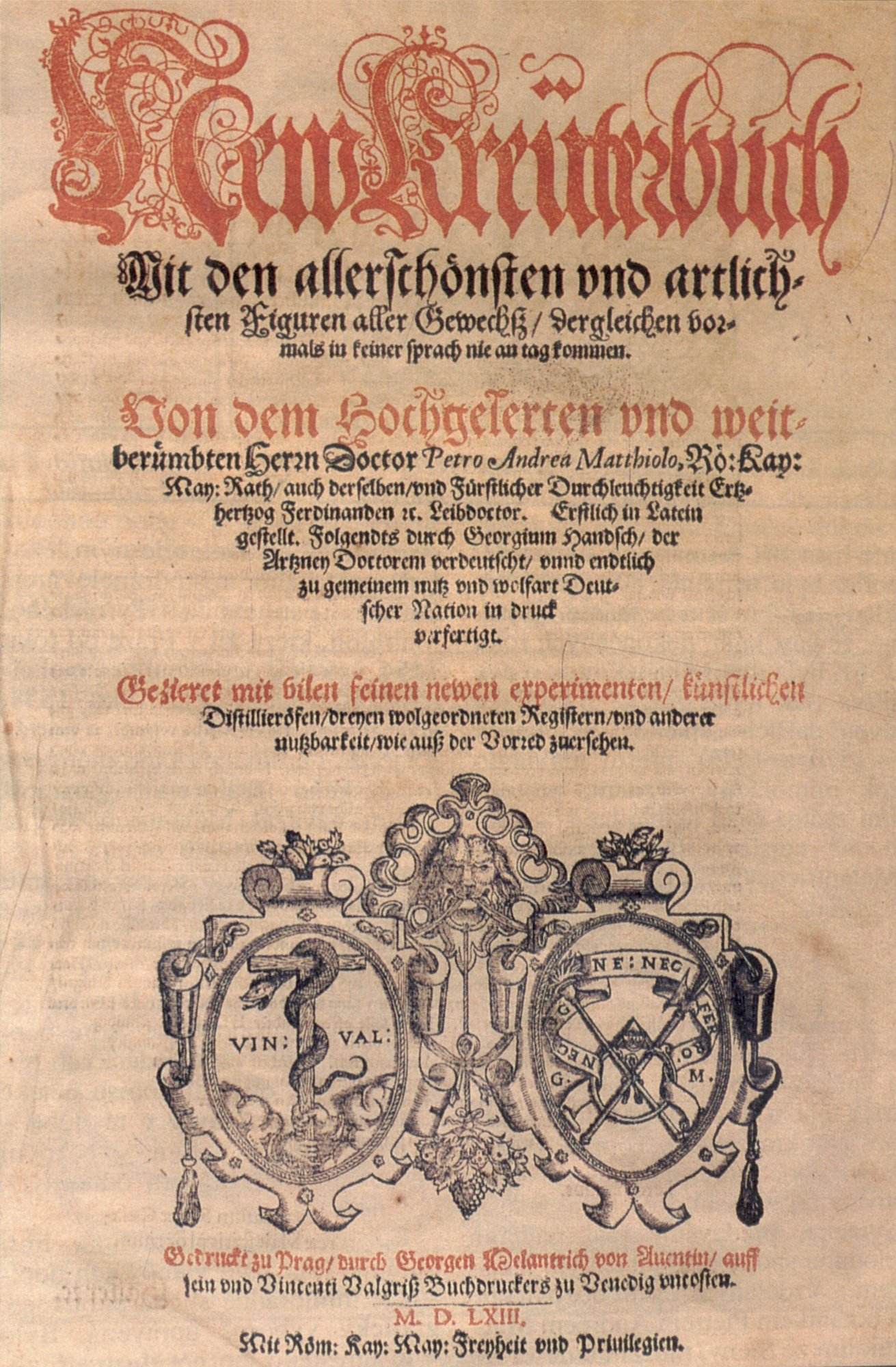
Mattioliho Herbář neboli bylinář – titulní strana německé verze z roku 1563

Roku 1554 vyšlo v Benátkách rozšířené latinské vydání Herbáře u vydavatele Vincenta Valgarisse (Vincento Valgrisio). Téhož roku také Mattioli přichází do Prahy jako osobní lékař arciknížete a českého místodržícího Ferdinanda Tyrolského. V Praze publikoval Mattioli u Jiřího Melantricha z Aventina nejprve (roku 1561) knihu svých latinských lékařských dopisů Epistolarum Medicinalium libri quinque (Pět knih lékařských dopisů). A prakticky okamžitě poté (roku 1562) zde vyšel český překlad Herbáře, který (opět ve výrazně rozšířené podobě) do češtiny přeložil humanista Tadeáš Hájek z Hájku. Okamžitě po dokončení tisku českého překladu pak Melantrich vytiskl (roku 1563) německý překlad díla, který přeložil pražský lékař a přírodovědec, rodák z České Lípy a absolvent univerzity v Padově Georg Handsch.
Poté byl Herbář vydán ještě mnohokrát, přičemž byl při jednotlivých vydáních autorem stále doplňován. Vydáván je prakticky až do současnosti, i když dnes již hraje spíše roli literární zajímavosti, neboť byl po odborné i jazykové stránce překonán řadou novějších publikací. Přesto je možné sledovat jistou kontinuitu informací, které Mattioliho Herbář ve své době přinesl  popsané návody k léčení jsou doposud často využívány v rámci bylinkářství.

## Ilustrace

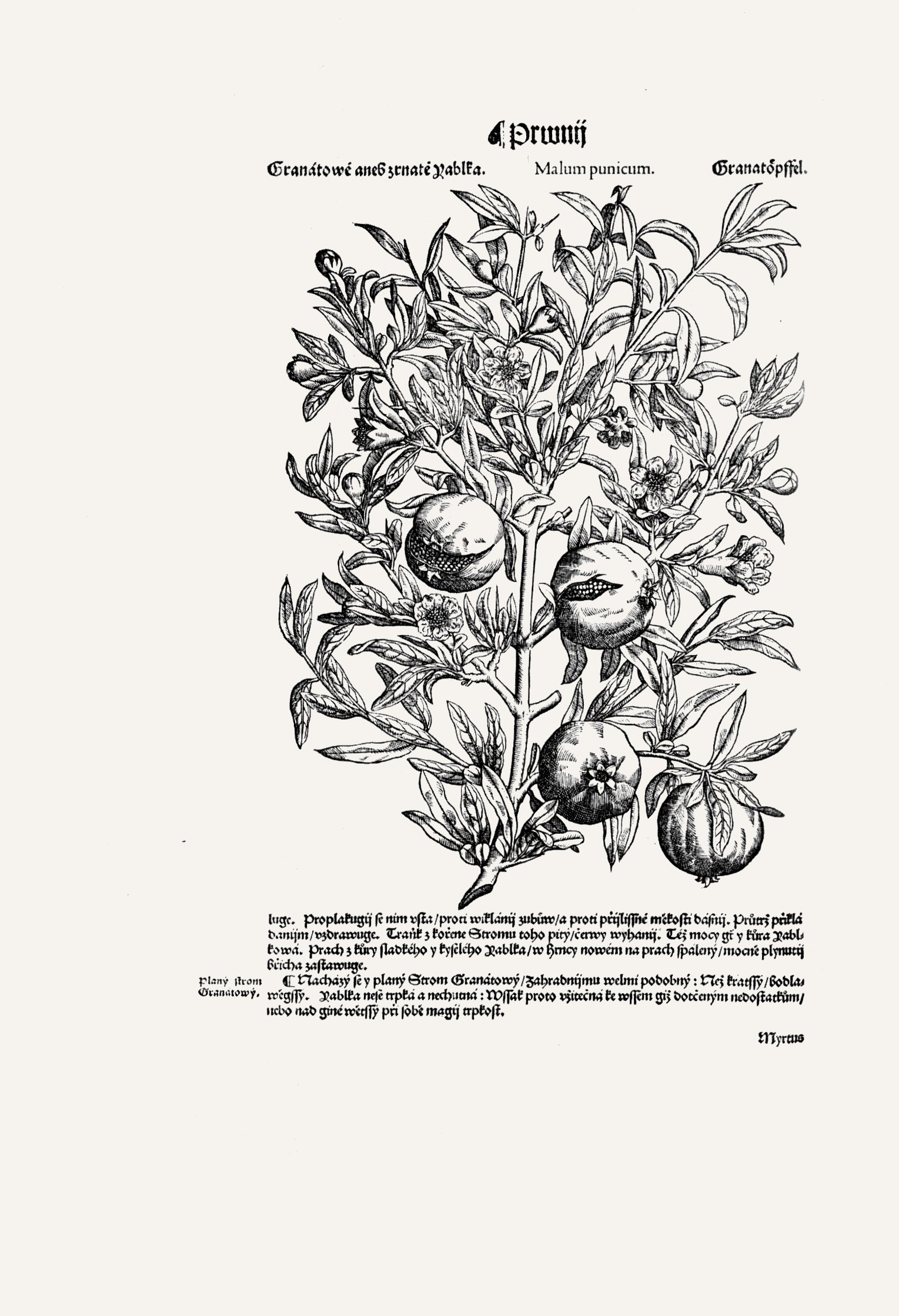
Mattioliho Herbář neboli bylinář z roku 1562 – textová strana s vyobrazením

Herbář byl od počátku opatřen řadou dřevořezových ilustrací. V českém i německém vydání je něco přes 200 ilustrací. Většina z nich vznikla přímo v Praze v Melantrichově domě rukou malíře Hanse Minicha a dřevorytce Daniela, kteří byli pro tuto práci Melantrichem najati. Asi padesát dřevořezů („50 abrisů figur z Herbarium“) bylo však na objednávku arcivévody vyrobeno v Augsburgu, Norimberku a Štrasburku. Štočky, z nichž byly dřevořezové ilustrace tištěny, byly přitom majetkem Pietra Andrea Mattioliho, který si je po odchodu na tyrolský zámek Ambras v roce 1564 odvezl s sebou.
Kvalita ilustrací herbáře je (podobně jako celá typografická úprava knihy) velmi vysoká a odpovídá potřebě přesného a charakteristického zachycení zobrazených rostlin.

## Bližší okolnosti pražských vydání z let 1562 a 1563
Melantrich se na vydání herbáře připravoval řadu let. Královské privilegium k jeho vydání získal již v roce 1554 (tedy v roce Mattioliho příchodu do Prahy) a roku 1559 byla jeho platnost prodloužena o dalších dvacet let. Předpokládá se, že skutečným iniciátorem vydání herbáře byl Ferdinand Tyrolský. Ten také celou přípravu, tisk i prodej knihy prokazatelně zaštiťoval a dokonce částečně financoval. Na vlastní náklad nechal například roku 1559 zhotovit v německých městech již zmíněných 50 dřevořezů. Roku 1561 dokonce na českých stavech vymohl velkorysou dotaci 300 kop českých grošů, což byl obnos, za nějž bylo možné v Praze koupit měšťanský dům. Finanční prostředky však poskytl také Melantrich, který zřejmě do přípravy vložil většinu svého majetku. Finančně se na přípravě podílel i již zmíněný Valgariss, u něhož bylo v Benátkách roku 1554 tištěno předchozí (latinské) vydání herbáře a který se patrně podílel i na distribuci německého vydání herbáře. Část prostředků vložil i sám Mattioli. Vlastní tisk, přípravu sazby a opatření většiny ilustrací organizoval Jiří Melantrich.

## Obchodní úspěch pražských vydání
Podobně jako v případě jiných Melantrichových podniků bylo i vydání herbáře do důsledku promyšlenou a výborně organizovanou akcí. Dokládá to mj. souběh českého a německého vydání, který umožnil velmi efektivně pokrýt knižní trh v celé střední Evropě. České vydání se pochopitelně prodávalo především v zemích České koruny, významným trhem českých knih však bylo v té době i Polské království, pro něž byl herbář vybaven panovnickým privilegiem krále Zikmunda Augusta. České vydání Herbáře dokonce mělo značný vliv na vytvoření polské botanické terminologie.
Německé vydání se pochopitelně prodávalo především v německých zemích i v sousedních státech, kde žilo německy mluvící obyvatelstvo. Část německého vydání Valgariss zřejmě prodal také ve Frankfurtu nad Mohanem na knižním veletrhu. Je velmi pravděpodobné, že investice vložené zúčastněnými do přípravy a tisku herbáře se vrátily poměrně rychle. Cena nesvázané knihy přitom byla tři až čtyři kopy míšeňských grošů.

## Použití
Herbář byl knihou praktickou, jak dokládá už to, že byl téměř programově vydáván v národních jazycích a ne v latině, v níž byly vydávány odborné publikace. To však neznamená, že by nešlo o knihu na vysoké odborné úrovni. V měšťanských domácnostech byl herbář používán jako praktická příručka k léčení, ale také k vaření. Dokonce byl čten jako beletrie, neboť zde byly umístěny i popisy exotických rostlin a stromů. Takto byl herbář užíván minimálně do 18. století.